# Ayu Kitaura
Ayu Kitaura (北浦 愛 Kitaura Ayu?,  Tokio, Japón; 26 de noviembre de 1992) es una actriz japonesa, afiliada a Humanite. Es conocida por su papel de Kyōko Fukushima en la película Dare mo Shiranai (2004).

## Filmografía

### Películas
- Dare mo Shiranai (2004) - Kyōko Fukushima
- Wool 100% (2006) - Aminaoshi
- Nakitai Toki no Kusuri (2008)
- Kimi no tomodachi (2008) - Yuka
- Silver Spoon (2014) - Manami Sakaki
- Listener (2015) - Eri Komoto

### Telenovelas
- Ms. Sadistic Detective (2015) - Chisato Kaieda (ep.9)